# Fulminezuur
Fulminezuur of knalzuur is een anorganische verbinding met als brutoformule HCNO. Het is een anorganisch zuur dat voorkomt als een kleurloos ontvlambaar gas met een indringende geur. Chemisch gezien kan het beschouwd worden als het oxide van waterstofcyanide (blauwzuur). Fulminezuur werd in 1824 ontdekt door Justus von Liebig. 

## Synthese
Fulminezuur kan bereid worden door een waterige oplossing van natriumfulminaat te behandelen met zwavelzuur, met afkoeling in een ijsbad.

## Eigenschappen
Fulminezuur is een structuurisomeer van isofulminezuur. Fulminezuur is een onstabiele verbinding en derhalve explosief. Dit is te wijten aan het voorkomen van formele ladingen in de structuurformule. Deze formele ladingen kunnen delokaliseren, waarbij een resonantiestructuur met een carbokation ontstaat:
Bij lage temperaturen is fulminezuur enigszins stabiel en polymeriseert het tot di-isocyaanzuur. Zouten en esters van fulminezuur worden fulminaten genoemd.

## Toepassingen
Zuiver fulminezuur is te reactief om praktische toepassingen te bezitten, maar de zouten ervan (zoals kwik(II)fulminaat en zilverfulminaat) worden door hun hoge explosiviteit gebruikt in onder andere slaghoedjes in patronen.